# L'Aigle noir (film, 1925)
Pour les articles homonymes, voir Aigle noir.
Pour plus de détails, voir Fiche technique et Distribution.

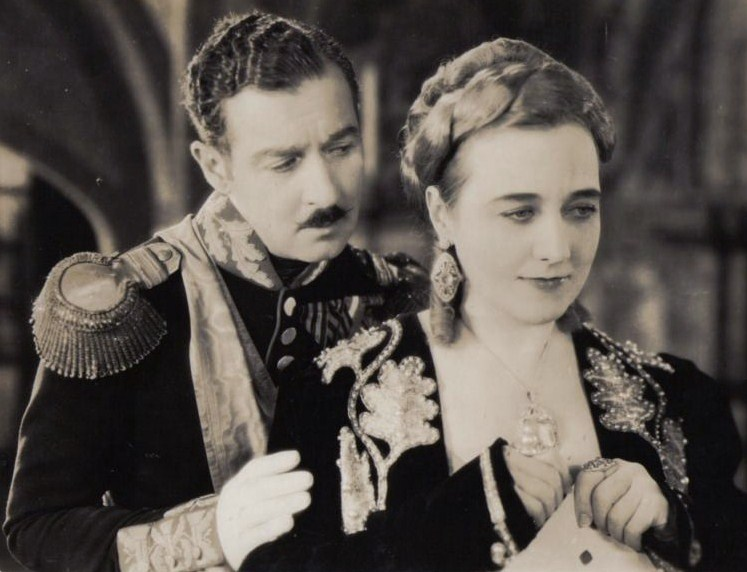
Albert Conti et Louise Dresser

L'Aigle noir (titre original : The Eagle) est un film muet américain, réalisé par Clarence Brown, sorti en 1925 d'après le roman d'Alexandre Pouchkine.
C'est l'avant-dernier film tourné par Rudolph Valentino, mort en août 1926.

## Synopsis
Un officier de l’armée russe, Vladimir Dubrovsky (Rudolph Valentino), est remarqué par la tsarine Catherine II (Louise Dresser) après avoir secouru une jeune femme, Mascha (Vilma Bánky). La tsarine ayant tenté de le séduire, il s'enfuit et l'impératrice, furieuse, met sa tête à prix. Peu après, son père étant mort après avoir été dépossédé de ses terres par un noble, Kyrilla Troekouroff (James A. Marcus), Vladimir jure de le venger et devient « l'Aigle noir », une sorte de Robin des Bois portant un masque noir. 
Mais il découvre que Troekouroff est le père de Mascha ; il tente de s'éloigner, acceptant une place de précepteur. Son amour pour Mascha étant plus fort que tout, il devient de plus en plus réticent à poursuivre sa vengeance, et finalement tous deux s'enfuient ensemble. Vladimir est capturé par les hommes de la tsarine qui le condamne à être exécuté. Mais au dernier moment elle se ravise et lui permet, sous un faux nom français, de quitter la Russie pour Paris avec Mascha.

## Fiche technique
- Titre : L'Aigle noir
- Titre original : The Eagle
- Réalisation : Clarence Brown
- Scénario : Hans Kraly, d'après le roman Doubrovsky d'Alexandre Pouchkine
- Montage : Hal C. Kern
- Photographie : George Barnes et Dev Jennings
- Producteurs : John W. Considine Jr., Joseph M. Schenck
- Société de production : Art Finance Corp.
- Société de distribution : United Artists
- Pays de production :  États-Unis
- Langue : Anglais
- Format : Noir et blanc — 35 mm — 1,33:1 — Muet
- Genre : Comédie dramatique, Film d'aventure, Film d'action, Film historique
- Durée : 80 minutes
- Dates de sortie : 
  - États-Unis : 8 novembre 1925
  - France : janvier 1926

## Distribution
- Rudolph Valentino : Vladimir Dubrovsky
- Vilma Bánky : Mascha Troekouroff
- Louise Dresser : la tsarine Catherine II
- Albert Conti : le capitaine Kuscha
- James A. Marcus : Kyrilla Troekouroff
- George Nichols : le juge
- Carrie Clark Ward : tante Aurélia
- Otto Hoffman (non crédité) : l'homme se faisant dérober sa bourse